# Джевахір
41°03′46″ пн. ш. 28°59′35″ сх. д. / 41.062778° пн. ш. 28.993056° сх. д.
Джевахір (тур. Cevahir) — торговий центр, розташований на проспекті Бююкдере в Шишлі, Стамбул, Туреччина. Відкрито 15 жовтня 2005 року. Центр розваг і покупок для будь-якого віку. Шість поверхів крамниць. Комплекс був найбільшим торговим центром в Європі за валовою орендною площею в 2005—2011 роках та одним з найбільших у світі.

## Опис центру
- Кошторисна вартість: 250 $ млн.
- Площа забудови: 62,475 м²[3]
- Площа поверхів торгового центру: 420 000 м²
- Площа крамниць та ресторанів: 110000 м²
- У складі комплексу: 343 крамниці, 24 кав'ярні швидкого харчування і 24 ресторани[4].
- Торговий центр має автостоянку на 2500 автівок[3].

Торговий центр розташований у діловому кварталі на фракійській частині Стамбула, до нього легко дістатися на метро, доїхавши до станції Шишлі.